# Kaliště (Temelín)
Kaliště (též V Kalištích) jsou osada, součást obce Temelín v okrese České Budějovice v Jihočeském kraji. Nachází se severozápadně od Temelína, asi 9,5 km jihozápadně od Týna nad Vltavou a asi 30 km severozápadně od Českých Budějovic. Podle sčítání lidu z roku 2021 zde žilo 54 obyvatel v 19 domech.
Osada Kaliště (název je v množném čísle) byla založena ve druhé polovině 18. století, spolu se sousedním Shonem. Je zde registrováno dvacet čísel popisných. Nedaleko pramení Bílý potok (též nazývaný Radomilický potok), který se vlévá do řeky Blanice. Nachází se zde kříž, zvonička a bezejmenný rybník. Nedaleko osady končí silnice III/1416, která ji spojuje se silnicí II/138.
V říjnu roku 2021 zde byla vysazena ovocná alej, pojmenovaná po temelínském rodákovi, knězi Josefu Prokopu Fabiánovi.